# Eilema griveaudi
Eilema griveaudi là một loài bướm đêm thuộc phân họ Arctiinae, họ Erebidae.